# Jednostka regionalna Retimno
Jednostka regionalna Retimno (gr. Περιφερειακή ενότητα Ρεθύμνου, Periferiaki enotita Retimnu) – jednostka administracyjna Grecji w regionie Kreta. Powołana do życia 1 stycznia 2011 w wyniku przyjęcia nowego podziału administracyjnego kraju. W 2021 roku liczyła 83 tys. mieszkańców.
W skład jednostki wchodzą gminy:
- Ajos Wasilios (2),
- Amari (3),
- Anoja (4),
- Milopotamos (5),
- Retimno (1).